# Dovolená na Měsíci
Dovolená na Měsíci (anglicky Holiday on the Moon) je vědeckofantastická povídka/noveleta britského spisovatele Arthura C. Clarka, která poprvé vyšla jako seriál v roce 1951 (leden až duben) v magazínu Heiress určenému dospívajícím dívkám.
Dílo pojaté populárně-naučným stylem popisuje cestu rodiny ředitele Lunární astronomické observatoře na návštěvu Měsíce. Nejvíce zaujetí a nadšení zanechá výlet v osmnáctileté dceři Dafne, která se rozhodne pro vědecké studium a budoucí práci na Měsíci.

## Postavy
- John Martin – otec, ředitel Lunární astronomické observatoře
- Hilda Martinová – matka
- Dafne Martinová – osmnáctiletá dcera
- Michael Martin – patnáctiletý syn
- Claude a Claudia Martinovi – děti, dvojčata
- Norman Phillips – mladý selenolog
- Joe Hargreaves – selenolog
- dr. Anstey – vedoucí Lunární základny 2 na odvrácené straně Měsíce

## Děj
John Martin je ředitelem Lunární astronomické observatoře. Kvůli pracovním povinnostem nemůže odletět za svou rodinou na Zemi a tak své manželce Hildě a potomkům Dafne a Michaelovi zařídí pobyt na observatoři. V raketě – kosmické lodi pojmenované Centaurus zažijí stav beztíže. Během přiblížení k Měsíci studují jeho povrch. S mapou v ruce obdivují měsíční útvary: Moře dešťů, Moře jasu, Záliv duhy, Bažinu spánku či kráter Archimedes. Po přistání si musí zvyknout na nízkou gravitaci.
Profesor Martin vysvětluje svým nejbližším, že nemohl odcestovat domů kvůli aktuální astronomické události, a sice rodící se supernově. Dafne napadne, zda-li by se nemohlo v supernovu proměnit i Slunce. Na základně jí a Michaelovi dělá průvodce mladý selenolog Norman Phillips. Teleskopem jim ukáže galaxii v Andromedě, planetu Saturn s prstenci a další divy kosmického prostoru. Následuje přejezd na Lunární základnu 2 na odvrácené straně Měsíce, kde je přivítá doktor Anstey. Jejich příjezd však zastíní mimořádný objev, který učiní selenolog Joe Hargreaves během svých expedic po různých koutech měsíční krajiny. Poblíž Jezera snů nalezne formu života podobnou pozemskému korálu.
Blíží se den návratu na Zemi. Dafne si uvědomí, že ji svět vědy přitahuje a rozhodne se, že se v budoucnu na Měsíc vrátí. 

## Kulturní reference
- v povídce jsou zmíněni sourozenci–astronomové Caroline a William Herschelovi

## Česká vydání
Česky vyšla povídka v následujících sbírkách nebo antologiích:
- Směr času (Polaris, 2002)